# Sarah Escobar
Sarah Nicole Gálvez Escobar (* 1. Dezember 2002 in New York City, Vereinigte Staaten) ist eine ecuadorianische Skirennläuferin. Sie startet hauptsächlich in den technischen Disziplinen Riesenslalom und Slalom.

## Karriere
Escobar wurde als Tochter ecuadorianischer Einwanderer geboren und besitzt daher sowohl die US-amerikanische als auch die Ecuadorianische Staatsbürgerschaft. Sie erlernte das Skifahren im Alter von drei Jahren in Stowe. Ihr internationales Renndebüt gab sie am 3. August 2018 bei einem FIS-Slalom in Cardrona.
2020 nahm sie als erste ecuadorianische Sportlerin an Olympischen Jugend-Winterspielen teil. Bei den Wettkämpfen in Lausanne schied sie jedoch sowohl im Riesenslalom als auch Slalom aus. Im Super-G sowie der Alpinen Kombination war sie zwar gemeldet, startet schlussendlich jedoch nicht.
Zwei Jahre später startete sie als erster ecuadorianische Sportlerin und zweite Teilnehmerin überhaupt, nach Klaus Jungbluth Rodríguez, bei Olympischen Winterspielen. In Peking 2022 schied sie jedoch ebenfalls im Riesenslalom aus.
Abgesehen von internationalen Großereignissen startete Escobar hauptsächlich bei FIS-Rennen in Nordamerika.

## Privates
Escobar studiert Psychologie am Saint Michael’s College.

## Erfolge

### Olympische Winterspiele
- Peking 2022: DNF Riesenslalom

### Olympische Jugend-Winterspiele
- Lausanne 2020: DNF Riesenslalom, DNF Slalom, DNS Super-G, DNS Alpine Kombination

### Weitere Erfolge
- 3 Platzierungen unter den besten 10 bei FIS-Rennen